# Trzeci gabinet Andrew Fishera
Trzeci gabinet Andrew Fishera – jedenasty w historii gabinet federalny Australii, urzędujący od 17 września 1914 roku do 27 października 1915. Jego powstanie było konsekwencją zwycięstwa kierowanej przez Fishera Australijskiej Partii Pracy (ALP) w przedterminowych wyborach w 1914 roku. Gabinet zakończył swoje działanie z chwilą dymisji premiera Fishera z powodów zdrowotnych. ALP na swojego nowego lidera i zarazem szefa rządu wybrała dotychczasowego prokuratora generalnego Billy’ego Hughesa, którym utworzył następnie swój pierwszy gabinet.

## Skład w chwili zaprzysiężenia
| stanowisko                                     | członek gabinetu  | od               | do                   |
| ---------------------------------------------- | ----------------- | ---------------- | -------------------- |
| premier                                        | Andrew Fisher     | 17 września 1914 | 27 października 1915 |
| minister skarbu                                | Andrew Fisher     | 17 września 1914 | 27 października 1915 |
| prokurator generalny                           | Billy Hughes      | 17 września 1914 | 27 października 1915 |
| minister obrony                                | George Pearce     | 17 września 1914 | 27 października 1915 |
| minister handlu i ceł                          | Frank Tudor       | 17 września 1914 | 27 października 1915 |
| minister spraw zagranicznych                   | John Arthur       | 17 września 1914 | 9 grudnia 1914       |
| minister spraw zagranicznych                   | Hugh Mahon        | 14 grudnia 1914  | 27 października 1915 |
| minister spraw wewnętrznych                    | William Archibald | 17 września 1914 | 27 października 1915 |
| minister poczty                                | William Spence    | 17 września 1914 | 27 października 1915 |
| wiceprzewodniczący Federalnej Rady Wykonawczej | Albert Gardiner   | 17 września 1914 | 27 października 1915 |
| minister marynarki wojennej                    | Jens Jensen       | 12 lipca 1915    | 27 października 1915 |
| ministrowie bez teki                           | Hugh Mahon        | 17 września 1914 | 14 grudnia 1914      |
| ministrowie bez teki                           | Jens Jensen       | 17 września 1914 | 12 lipca 1915        |
| ministrowie bez teki                           | Edward Russell    | 17 września 1914 | 27 października 1915 |